# NK Turnišče
Nogometni klub Turnišče (tiếng Việt: Câu lạc bộ bóng đá Turnišče), thường hay gọi NK Turnišče hoặc đơn giản Turnišče, là một câu lạc bộ bóng đá Slovenia đến từ Turnišče. Câu lạc bộ được thành lập năm 1941.

## Danh hiệu
- Giải bóng đá hạng năm quốc gia Slovenia: 1

2007-08